# Quatuor avec piano no 2 de Bonis
Le Quatuor avec piano no 2, op. 124, est une œuvre de la compositrice Mel Bonis, datant de 1927.

## Composition
Mel Bonis compose son Quatuor avec piano no 2 en ré majeur pour piano, violon, alto et violoncelle en 1927. L'œuvre, dédiée à Gabriel Pierné, est publiée la même année aux éditions Hamelle, à compte d'auteur. Elle est rééditée en 2005 par les éditions Furore.

## Structure
L'œuvre se compose de quatre mouvements :
1. Moderato
2. Allegretto
3. Lento
4. Allegro

## Analyse
Le Quatuor no 2 a été composé dans la même période que Mélisande, et on retrouve dans les deux œuvres un même passage solennel, présent dans les dernières mesures du premier mouvement du quatuor.
Dans le quatrième mouvement, on retrouve des éléments proche du Quatuor pour piano et cordes no 1 de Gabriel Fauré. Dans le quatuor de Mel Bonis, le climax ne se trouve pas vers la fin du thème principal, mais au tout début. On trouve aussi une figure de chevauchée aux parties de violon et d'alto, formant un écart avec la ligne de basse du piano, qui se base, elle, sur un mouvement conjoint de blanches. Après le climax, la direction du motif de chevauchée est inversé, comme au début du thème de Gabriel Fauré.

## Réception
Le Quatuor no 2 est joué le 26 février 1927 lors d'un concert organisé par Mel Bonis à la Salle du Conservatoire,,. L'œuvre est alors interprétée par le Quatuor Zighera et Marguerite Moreau-Leroy.
La pièce est aussi jouée en 1930 par Mme Radisse, Mlle Prochasson, Denayer et Dessagne. Lucienne Jean-Darrouy en fait un bref commentaire dans L'Écho d'Alger : « L'exécution fut assez bonne et bien conduite pour laisser apparaître la solide et experte construction de cette œuvre qui réalise élégamment l'idéal et les fins de la musique de chambre. ».